# Трудова слава (газета, Іллінці)
«Трудова́ сла́ва» — суспільно-політична районна газета, що виходить двічі на тиждень в місті Іллінці Вінницької області.
Засновниками газети є трудовий колектив редакції.